# Sausset-les-Pins

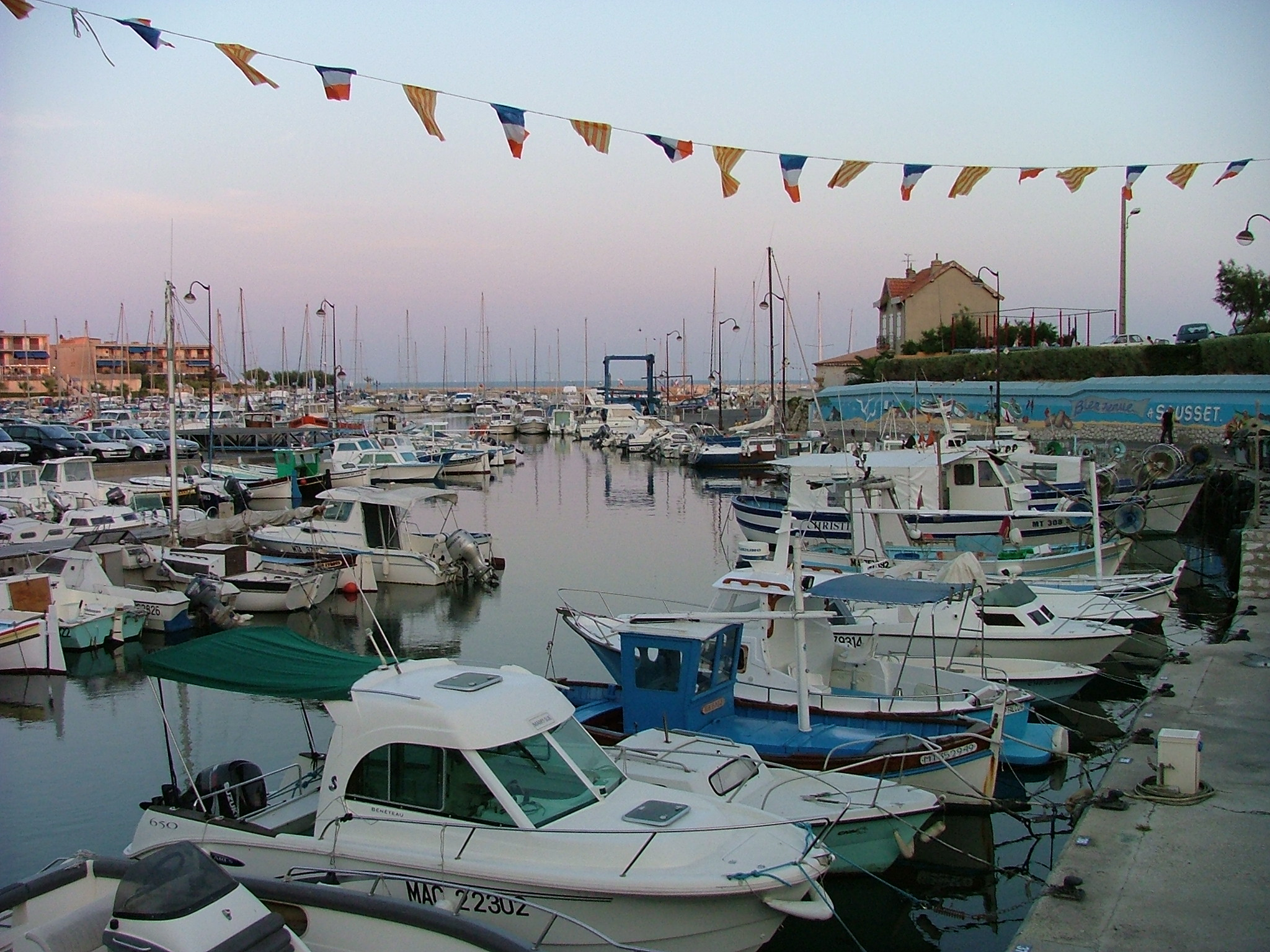
Portul Sausset-les-Pins

Sausset-les-Pins este o localitate franceză, situată în departamentul Bouches-du-Rhône, în regiunea Provence-Alpes-Côte d'Azur.
Sausset-les-Pins este situat la 35 km de Marsilia și la 42 km de Aix-en-Provence.
Populația localității era de 7 278 locuitori, în anul 2006.

## Locuri și monumente
- La Chapelle St-Pierre
- Le Château Charles-Roux
- Drumul expres RD9, care leagă Sausset-les-Pins de Carry-le-Rouet, a servit la numeroase turnări de filme, cum sunt "Taxi 3" (Samy Nacéri) sau "Bienvenue chez les ch'htis" (Dany Boon).

## Înfrățiri
- Lariano, Italia